# 2R仮説
2R仮説（にアールかせつ）あるいは大野の仮説（おおののかせつ）とは、大野乾（1970） によって初めて提唱された、ゲノミクスおよび分子進化上の仮説で、脊椎動物では進化の初期段階で全ゲノムの重複が1回以上起こり、その結果その後の脊椎動物ゲノムは始原ゲノムの多倍数体となっていると考える（全ゲノム重複）。論争を呼んだ仮説である。仮説の呼称は1994年には「2 rounds of duplication（2回重複）」仮説とされていたことに基づき、1999年に2R仮説と呼ばれ始めたようだ。重複回数に変異はあるが典型的な回数である2回を指してなお2R仮説と呼ばれる。大野が『Evolution by Gene Duplication（遺伝子重複による進化）』でこのことを最初に記述して以来、この仮説をめぐって広範な研究が引き起こされたが、ヒトゲノムからの最新データをもってしても、なお論議が絶えない。

## 大野の考察
大野はこの仮説の原形を、進化における遺伝子重複の重要性に一般性があることを重厚な議論で示す中でその一部として提示した。ゲノムサイズの相対的な違いに基づき、大野は魚類あるいは両生類の祖先種が少なくとも1回おそらく複数回4倍体進化を行ったと考えた。彼はのちに、この議論に、脊椎動物の大部分の重複遺伝子には遺伝的連鎖がない証拠を付け加えた。大野によれば遺伝的連鎖は個々の遺伝子が直列重複（タンデム重複）を行う場合（遺伝子が同じ染色体上でその近くに重複して付加される）に期待されるが、染色体が重複を起こす場合には遺伝的連鎖は期待できない。

## その後の証拠
2R仮説は1990年代になって改めて研究者の興味を引き、重複の時期および回数について示唆を与える研究結果が少なからず見られはじめた。重複時期については5億4千万年前から4億5千万年前と推定された。重複回数については哺乳類の遺伝子数に依存する推定となるが、当初無脊椎動物のゲノムの約4倍と見積もられていた（最近の推定結果では2倍以下としている）。ヒト染色体の遺伝子ファミリーの中には2R仮説に矛盾するようなパターンを示すものも見られている。最節約原理による解析では2R仮説は支持されないながら、排除できるには至らないという結果も得られている。Wojciech Makałowskiは2001年のレビューで、「脊椎動物の初期段階での全ゲノム重複仮説は、支持する結果も多いが反対の結果も多い」と述べている。Makałowskiは、最新結果の全体的なバランスは反対の結果のほうに傾いているようだと述べているが、データを広い範囲から集めることによって結果が調整できるから反証も簡単ではないとも述べている。研究者の中にはヒトゲノムの遺伝子配列の粗データを用いて重複を解析したものもあり、彼らは、重複が広汎に見られ、また、この仮説に疑義をもたらした最節約法には妥当性に疑いがあると主張した。Masanori Kasaharaは2007年のレビューで、今やこの仮説を支持する、議論の余地のない証拠が得られているとして、2R仮説をめぐって起きていた長い論争に終止符が打たれる日も近いと述べている。

## 引用文献
1. ↑  Ohno, Susumu (1970). Evolution by Gene Duplication. Springer-Verlag
2. ↑  大野乾 (1977). 遺伝子重複による進化, 山岸秀夫・梁 永弘(訳). 岩波書店
3. ↑  DNAの大事件！ 生命進化の謎
4. ↑  Karsten Hokamp, Aoife McLysaght, and Kenneth H. Wolfe, "The 2R hypothesis and the human genome sequence", Journal of Structural and Functional Genomics, vol. 3, pp. 95-110 (2003).

Hokamp, et al. によれば、2R仮説の呼称が使われはじめたゲノム重複仮説の論文は：
  - Holland, P.W.H., Garcia-Fernandez, J., Williams, N.A. and Sidow, A. (1994) "Gene duplications and the origins of vertebrate development". Development, Suppl. 1994, 125--133.

Hokamp, et al.によればこの呼称は次の論文でも用いられている：
  - Hughes, A.L. (1999) "Phylogenies of developmentally important proteins do not support the hypothesis of two rounds of genome duplication early in vertebrate history". Journal of Molecular Evolution, 48, 565--576.
5. 1 2  Makałowski, Wojciech (2001-05-01). “Are We Polyploids? A Brief History of One Hypothesis”. Genome Research 11 (5):  667--670. doi:10.1101/gr.188801 2007年8月27日閲覧。.
6. ↑  Karsten Hokamp, Aoife McLysaght, and Kenneth H. Wolfe, "The 2R hypothesis and the human genome sequence", Journal of Structural and Functional Genomics, vol. 3, pp. 95-110 (2003). p. 95
7. ↑  Masanori Kasahara, "The 2R hypothesis: an update", "Current Opinion in Immunology " (2007), doi:10.1016/j.coi.2007.07.009